# Maimônides
Maimônides(pt-BR) ou Maimónides(pt-PT?) (em grego: Μαϊμονίδης; romaniz.: Maimonídēs), nascido Moisés ibne Maimom  ou Abu Inrã Muça ibne Maimum ibne Ubaide Alá Alcurtubi (em árabe: أبو عمران موسى بن ميمون بن عبيد الله القرطبي; romaniz.: Abū ʿImran Mūsā ibn Maymūn ibn ʿUbayd Allāh Al-Qurtubi), também conhecido como Moisés ben Maimon (em hebraico: משה בן מיימון; romaniz.: Moshe ben Maimon) e pelo acrônimo Rambam, foi um talmid (estudioso) do Talmude, de questões mischnaicas, questões haláquicas, questões probabilísticas (M. Al.), questões misticas (M. Ag.). Maimonides foi uma das principais  figuras intelectuais do judaísmo medieval e hoje é a segunda autoridade no que se refere  à Torá. Nascido em Córdova, no Império Almorávida (atual Espanha; antes sob o domínio do califado sob comando do califa Abderramão III (r. 912–961); Alandalus, o Sefardita Rambam recebeu sua influência na era de ouro do mundo intelectual árabe.Na véspera da Páscoa de 1135 (outros; aprox. 1136-1138, dão como data de seu nascimento), exerceu as funções de rabino, médico e filósofo marroquino no Egito onde morreu em 12 de dezembro de 1204 e seu corpo foi movido à Galileia, sendo sepultado em Tiberíades. Como principal Líder no rabinato moderno (da história judaica). Sua Mixné Torá (Recapitulação da Lei) de quatorze volumes ainda carrega significativa autoridade (canônica), como uma Grande obra de decodificação de lei mixnaica-talmúdica.
É conhecido por alguns como A Grande Águia (ha-nesher ha-gadol) em reconhecimento por seu excepcional expoente fidedigno no que diz respeito à Torá oral e leis judaicas em geral. Além de ser reverenciado pelos historiadores judeus, Maimônides é também uma figura muito proeminente na história das ciências islâmicas e arábica (Veja: judeus do Iêmen), sendo mencionado extensivamente em estudos acadêmicos. Influenciado por Alfarábi, Avicena e seus contemporâneos Averróis, dentre outros proeminentes filósofos e cientistas árabes e muçulmanos. Maimônides tornou-se um proeminente filósofo e polímata tanto na tradição judaica quanto na islâmica.

## Sua vida
A história do "segundo Moisés", como Maimônides veio a ser chamado, é revestida de fábula. De acordo com alguns de seus biógrafos, ele evidenciou na infância uma acentuada falta de inclinação ao estudo. Isso, no entanto, é altamente improvável, pois as obras produzidas por ele em sua juventude mostram que seu autor não havia passado sua juventude na ociosidade. (Jewish Encyclopedia - Texto na Integra.(1906))
Rambam recebeu sua instrução rabínica nas mãos de seu pai, Maimon, ele mesmo um erudito de alto mérito, foi colocado em tenra idade sob a orientação dos mais distintos eruditos árabes, estes o iniciaram em todos os ramos da Sabedoria daquele tempo. Moisés tinha apenas treze anos quando Córdoba caiu nas mãos dos fanáticos Almóada, Maimon e todos os seus correligionários foram obrigados a escolher entre o Islão e o Exílio. Maimon e sua família escolheram o último curso, e por doze anos levaram uma vida nômade, vagando de um lado para o outro na Espanha e possivelmente ao pé da cordilheira Atlas do outro lado do Mediterrâneo.

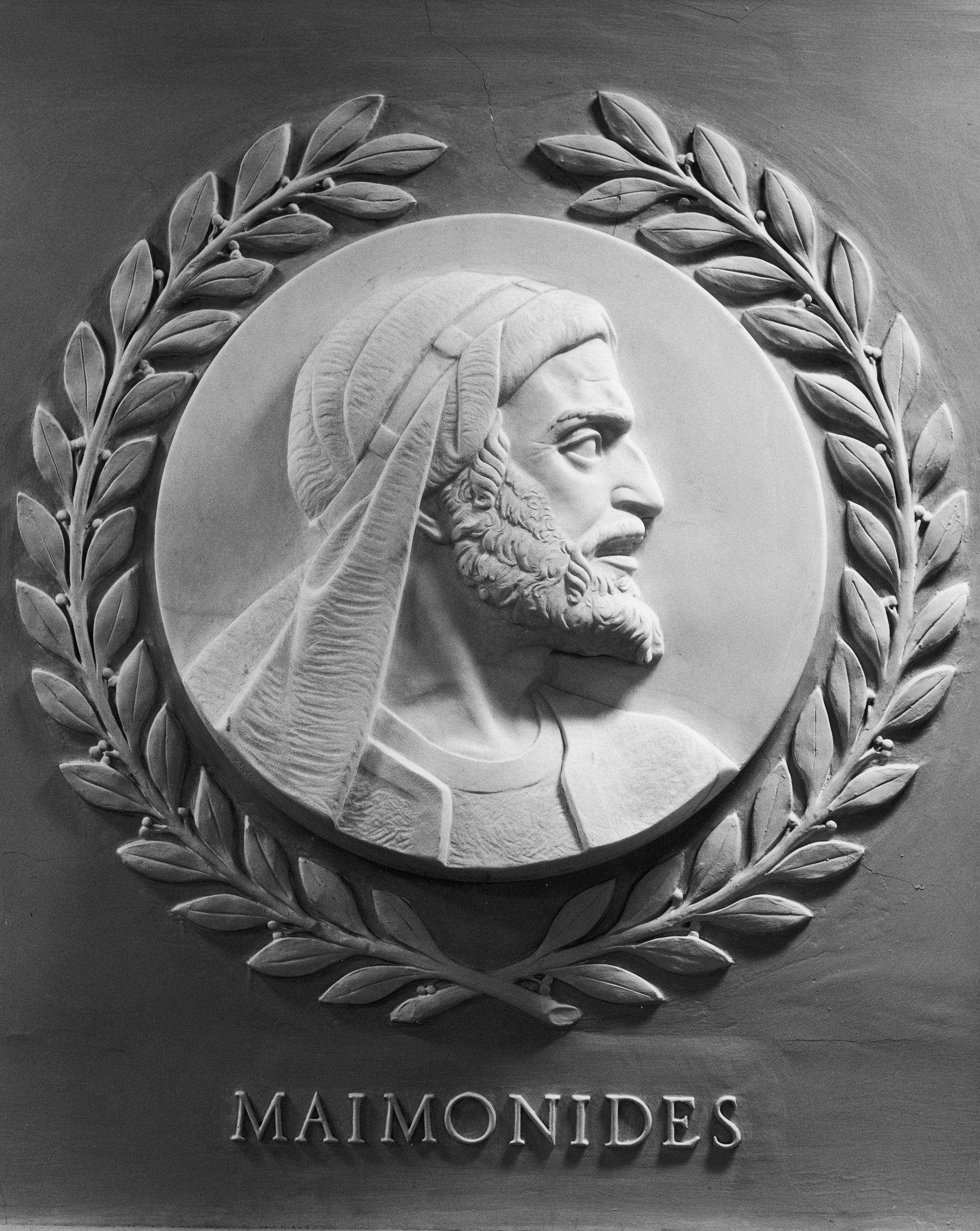
Relevo de Maimonides na Câmara dos Representantes dos Estados Unidos.

Em 1160 os Maimonides estabeleceram-se em Fez, onde, eram desconhecidos das autoridades, esperavam assim se passar por muçulmanos. Essa vida dupla, no entanto, tornou-se cada vez mais perigosa. A reputação de Maimônides (Rambam da família Maimonides) estava em constante crescimento, e as autoridades começaram a indagar sobre a disposição religiosa desse jovem altamente qualificado. Ele foi até mesmo acusado de cometer o crime de ter recaído do Islão, mas, por intercessão de um amigo muçulmano, o poeta e teólogo Abu al-'Arab al-Mu'ishah, se não fosse assim teria compartilhado do mesmo destino de seu amigo Judá ibn Shoshan, que pouco antes havia sido executado por uma acusação semelhante. Essas circunstâncias fizeram com que os membros da família Maimônides deixasse Fez.
Em 1165 eles embarcaram e foram para Acre depois Jerusalém e por fim de Fostate (Cairo), onde se estabeleceram; durante os primeiros anos de sua residência no Egito Maimônides experimentou muitos infortúnios. Com a morte de Maimon, o irmão de Moisés, Davi, herdou a chefia da família os sustentando-os trocando pedras preciosas—quando David pereceu no mar, com ele não só a sua própria fortuna, mas, também grandes somas que lhe haviam sido confiadas por outros comerciantes. Todos esses eventos afetaram a saúde de Maimônides e ele passou por um longo tempo enfermo.Compelido agora a trabalhar, Maimonides, considerando ser um pecado ganhar a vida com assuntos religiosos, adotou a profissão de médico. Depois de vários anos na prática médica, a sua autoridade no assunto, firmemente estabelecida, o levou a ser nomeado médico particular do vizir Alcádi Alfadil Albaiçami de Saladino, que o recomendou à família real e estes lhe concederam muitas distinções. Segundo o historiador árabe Alcati, Maimônides recusou uma posição semelhante oferecida a ele pelo rei dos francos em Ascalão (Ricardo I de Inglaterra).
Seja quem for seus professores, é evidente que ele estava bem preparado para sua futura missão. Aos vinte e três anos, ele iniciou sua carreira literária com um tratado sobre o calendário judaico. Não se sabe onde este trabalho foi composto, seja na Espanha ou na África. O autor apenas afirma que ele escreveu a pedido de um amigo, a quem, no entanto, deixa sem nome. O assunto foi geralmente considerado muito obscuro, e envolvido num profundo conhecimento da matemática. Maimonides deve, portanto, mesmo neste período inicial, ter sido considerado como um profundo estudioso por aqueles que o conheciam. O tratado é de caráter elementar—Foi provavelmente nesta época que escreveu, em árabe, uma explicação dos termos lógicos, Millot higgayon que Moisés ibn Tibom traduziu posteriormente para o hebraico.
Em outra carta, endereçada a Samuel ibne Tibom, ele descreve seus árduos deveres profissionais, que o ocupam o dia todo e, muitas vezes, uma grande parte da noite. Não obstante, o gênio poderoso e a incansável indústria; indústria incansável permitiu a Maimônides, em meio a inúmeras ocupações, produzir obras monumentais, responder a centenas de perguntas sobre vários assuntos que lhe foram dirigidas de várias partes do mundo e ainda administrar os assuntos da comunidade do Cairo, logo após sua chegada, ele assumiu um papel de liderança, aparentemente se tornando seu chefe oficial reconhecido em 1177.
Em 1177, Maimônides era um reconhecido líder, entre suas ocupações, somavam-se a de juiz e a de administrador. Rambam tornou-se médico e conselheiro do vizir Alfadil, a quem Saladino deixou o cargo quando conquistou o Egito, Tendo sua reputação ganho reconhecimento internacional em Comunidades judaicas de várias partes do mundo que lhes escreviam em busca de opinião acerca da lei judaica. Maimônides escreveu dez trabalhos de medicina em árabe e vários trabalhos de teor religioso, onde reflete sua visão filosófica sobre o judaísmo. Codificador dos treze princípios fundamentais do judaísmo. Morreu em 1204; no Cairo e foi enterrado em Tiberíades, em Israel.

#### Ética médica
O método adotado por Maimonides na prática profissional era de começar com um tratamento simples, procurando curas por meio de dietas prescritas antes de administrar drogas. Falando de sua carreira médica em uma carta dirigida a seu aluno Joseph ibn 'Ainin, Maimônides diz: 
Você sabe o quão difícil é essa profissão para alguém que é consciencioso e exato, que declara apenas aquilo que ele pode apoiar por; argumentação ou autoridade. 

## Sua morte

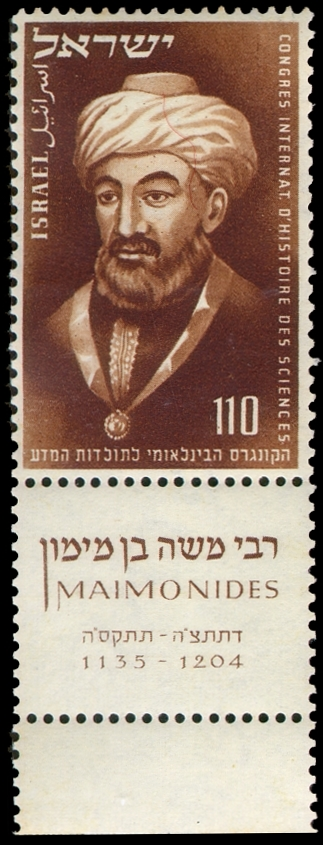
Selo israelense emitido em 1953 em homenagem a Maimônides

Os últimos anos da vida de Maimônides foram marcados pelo aumento de doenças físicas; ele morreu em seu septuagésimo ano, fato esse lamentado por muitas congregações em várias partes do mundo. Reconhecimento póstumo:
- Em Fostat, judeus e maometanos observaram o luto público por três dias.
- Em Jerusalém, um jejum geral foi designado; uma porção da Tokaḥá (= reprovação) foi lida, e a história da captura da Arca da Aliança pelos filisteus. Seu corpo foi levado para Tiberíades e sua tumba tornou-se um local de peregrinação.
- Com a morte de Maimônides, o monte More tornou-se a ocasião para uma longa e amarga luta entre judeus conservadores e liberais na França e na Espanha. Tão amarga, de fato, era a disputa que; ferozes insultos eram rapidamente seguidos por anátemas e contra-anátemas, emitidos de ambos os lados.
- Finalmente, por volta de 1234, a disputa foi encaminhada às autoridades cristãs, que ordenaram que as obras de Maimônides fossem queimadas. No entanto, apesar da árdua oposição dos ortodoxos, talvez por causa dessa oposição, o More tornou-se o guia dos judeus esclarecidos por muitas gerações, e seu estudo produziu filósofos como Spinoza, Solomon Maimon e Moses Mendelssohn. Tampouco sua fama estava confinada ao estreito pálido do judaísmo; já no século XIII, partes dela foram traduzidas para o latim, e muitos escolásticos cristãos, como Albertus Magnus, Duns Scotus, Alexandre de Hales, etc., extraíam-se desse inesgotável poço de aprendizado.[17]

## Controvérsia
Incluiu cada lado proclamado herem o outro, a profanação do túmulo de Rambam, a queima de suas obras (no Ocidente). As principais questões:
1. A autoridade do Gueonim
2. A criação de um código que não cita fontes
3. A adoção da filosofia grega (Racionalismo versus Literalismo)
4. O milagroso realmente aconteceu? (A entrega da Torá por parte de YHWH'eloim à Moisés no monte Sinai)
5. E a mais duradoura das questões filosóficas; A ressurreição:[n: 1]

As palavras de Sheshet b. Isaac de Zaragoza (do lado Maimoneano): Eu peço a este tolo que sustenta que as almas retornarão aos cadáveres mortos e que elas estão destinadas a retornar ao solo de Israel. Em que corpo a alma retornará? Se é para o corpo do qual ele partiu, [então isto] já terá retornado a seus elementos milhares de anos antes; [agora é] terra, poeira e vermes. Onde foi enterrado, uma casa foi construída, um vinhedo foi plantado, ou algumas outras plantas criaram raízes e você não consegue encontrar a terra, o pó ou os vermes nos quais o corpo se transformou. Se, no entanto, esta alma quiser retornar a outro corpo, o qual Deus criará, então será outro homem que será criado em seu próprio tempo e não estará morto; como, então, você pode dizer que ele está sendo ressuscitado e que Deus o recompensa, pois ele ainda não conseguiu nada? Mas—seria errado concluir que o próprio Rambam negou o conceito de ressurreição, seria melhor perguntar o que ele provavelmente acreditava ser a sua forma.

## Obra

### Obras Filosóficas
Entre os anos 1158 e 1190 Maimonides produziu, além de vários escritos menores (veja a lista de obras abaixo):
1. Um comentário sobre a Mixná intitulado Kitab al-Siraj,(Pirush Hamishnayot)
2. Um livro sobre os preceitos, Kitab al-Fara'iḍ (Sefer ha-Mitzvot)
3. O código Mixné Torá (chamado pelos admiradores de Maimônides Yad ha-Ḥazaḳah)[18]

O trabalho filosófico Dalalat al-Ḥa'irin (Moreh Nebukim). As três primeiras obras são a principal preocupação do artigo complementar seguinte, enquanto aqui é delineado o sistema filosófico exposto nas introduções à Mishnah de Pirḳe Avot e de Ḥeleḳ, no primeiro livro do Yad ha-Ḥazaḳah, intitulado  Sefer ha-Madda (Livro de pensamento e leis sobre reis e suas guerras) e especialmente no Dalalat al-Ḥa'irin, que se tornou de extraordinária importância, não só para o desenvolvimento racional do judaísmo, mas para a história da filosofia na Idade Média. O objeto do trabalho mencionado por último é explicado por Maimônides nos seguintes termos: 
Eu compus este trabalho nem para as pessoas comuns, nem para os iniciantes, nem para aqueles que se ocupam apenas com a Lei como ela é transmitida sem se preocupar com os seus princípios. O design deste trabalho é um pouco para promover a verdadeira compreensão do verdadeiro espírito da Lei, para guiar aquelas pessoas religiosas que, aderindo à Torá, estudaram filosofia e estão constrangidas pelas contradições entre os ensinamentos da filosofia e o sentido literal da Torá.

### Filosofia e Religião
De acordo com Maimônides, não há contradição entre as verdades que Deus revelou e as verdades que a mente humana, um poder derivado de Deus, descobriu. De fato, com poucas exceções, todos os princípios da metafísica (e estes são, para ele, os de Aristóteles, conforme proposto pelos peripatéticos árabes Al-Farabi e Ibn Sina) são incorporados na Bíblia e no Talmud.
Rambam estava firmemente convencido de que, além da revelação escrita, os grandes profetas receberam revelações orais de um caráter filosófico, que foram transmitidos pela tradição à posteridade, mas que foram perdidos em conseqüência dos longos períodos de sofrimento e perseguição que os judeus experimentaram. O suposto conflito entre religião e filosofia originou-se em uma má interpretação dos antropomorfismos e das leituras superficiais das Escrituras, que para ele são as interpretações internas ou alegóricas o que a prata é ao ouro.
Os antecessores de Maimônides, Saadia, Baḥya e Judá ha-Levi, no tratamento do antropomorfismo, contentaram-se com a afirmação de que qualquer termo sob consideração deve ser considerado uma metáfora.
Maimonides, no entanto, estabeleceu a incorporeidade de Deus como dogma, e colocou qualquer pessoa que negasse essa doutrina em um nível de idólatra; Ele dedicou grande parte da primeira parte do Moreh Nebukim à interpretação dos antropomorfismos bíblicos, procurando definir o significado de cada um e identificá-lo com alguma expressão metafísica transcendental. Alguns deles são explicados por ele como homônimos perfeitos, denotando duas ou mais coisas absolutamente distintas; outros, como homônimos imperfeitos, empregados em alguns casos figurativamente e em outros, de forma homônima.

### Os Atributos Divinos
Dos antropomorfismos; Maimonides passa à questão muito discutida dos atributos divinos. Como no caso dos antropomorfismos, foi, segundo ele, a interpretação errônea de certas passagens bíblicas que levaram alguns a admitir atributos divinos. Contra essa admissão, Moisés argumenta:
1. Que um atributo expressa alguma qualidade ou propriedade que não é inerente ao objeto descrito, neste caso, sendo um acidente;
2. Que denota uma propriedade consistente com a essência do objeto. descrito; no último caso, o fato da coexistência de tal atributo, se aplicado a Deus, denota uma pluralidade na essência divina.

Maimonides divide todos os atributos positivos em cinco classes:
1. ª_Aqueles que incluem todas as propriedades essenciais de um objeto. Esta classe de atributos não pode ser aplicada a Deus, porque, como todos os filósofos concordam, Deus não pode ser definido, na medida em que a definição só pode ser estabelecida dando gênero e diferenciação;
2. ª_Aqueles que incluem apenas uma parte das propriedades essenciais. Nem esses atributos podem ser aplicados a Deus, que, sendo incorpóreo, não tem partes;
3. ª_Aqueles que indicam uma qualidade. Estes também são inaplicáveis a Deus, que, não tendo alma, não está sujeito à análise psíquica.
4. ª_Aqueles que indicam a relação de um objeto para outro. A princípio, parece que esta classe de atributos pode ser empregada em referência a Deus, porque, não tendo nenhuma conexão com Sua essência, eles não implicam qualquer multiplicidade ou variedade nEle; mas, num exame mais detalhado, sua inadmissibilidade se torna evidente. Uma relação pode ser imaginada apenas entre duas coisas da mesma espécie, mas não entre duas coisas de espécies diferentes, embora possam pertencer à mesma classe. Por exemplo, entre sabedoria e doçura, mansidão e amargura, não pode haver relação, embora em sua significação geral estejam sob a cabeça da qualidade. Como, então, poderia haver alguma relação entre Deus e Suas criaturas, considerando a grande diferença entre elas? a criatura tendo apenas uma existência possível, enquanto Sua existência é absoluta;
5. ª_Aqueles que se referem às ações do objeto descrito. Atributos desse tipo, na medida em que são distintos da essência da coisa e não implicam que elementos diferentes devam estar contidos na substância do agente, são mais apropriados à descrição do Criador. De fato, com exceção do Tetragrama, todos os nomes divinos são explicados por Maimonides como descritivos de suas ações. Quanto à sua essência, a única maneira de descrevê-lo é negativamente. Por exemplo, Ele não é inexistente, nem eterno, nem impotente, etc. Essas asserções não envolvem quaisquer noções incorretas ou assumem qualquer deficiência, enquanto se atributos essenciais positivos são admitidos, pode-se supor que outras coisas coexistiram com Ele. da eternidade.

Maimonides completa seu estudo dos atributos demonstrando que o princípio filosófico de que Deus é o intellectus (אלעקל), o ens intelligensens (אלעקל אלפאעל) e o ens intelligibile (אלמעקול) não implicam uma pluralidade em Sua essência, porque em matéria de intelecto, os agens (Que atuam na formação das noções), a ação e o objeto da ação são idênticos. De fato, seguindo a teoria de Alexandre de Afrodisias, Maimônides considera que o intelecto é uma mera disposição, recebendo noções por impulso externo, e que conseqüentemente as idéias são ao mesmo tempo sujeito, ação e objeto.

### Motekallamin
Os últimos capítulos da primeira parte do Moreh são dedicados a uma crítica das teorias do Motekallamin (ver Filosofia Árabe). Essas teorias estão incorporadas em doze proposições, das quais derivam sete argumentos em apoio à doutrina da creatio ex nihilo (= criado do nada). Isto uma vez estabelecido, eles afirmaram, como uma consequência lógica, que existe um Criador; então eles demonstraram que este Criador deve ser um, e de Sua unidade deduziu Sua incorporeidade.
Maimonides expõe a fraqueza dessas proposições, que ele considera fundadas sem base em fatos positivos, mas, na mera ficção. Ao contrário do princípio aristotélico de que todo o universo é um corpo organizado um, cada parte do qual tem uma relação ativa e individual com o todo, o Motekallamin nega a existência de qualquer lei, organização ou unidade no universo. Para eles, as várias partes do universo são independentes umas das outras; todos eles consistem em elementos iguais; eles não são compostos de substância e propriedades, mas de átomos e acidentes (veja Atomismo); a lei da causalidade é ignorada; as ações do homem não são o resultado da vontade e do design, mas são meros acidentes.
Maimonides critica especialmente a décima proposição do Motekallamin, segundo a qual tudo que é concebível pela imaginação é admissível: por exemplo, que o globo terrestre deve se tornar a esfera abrangente, ou que essa esfera se torne o globo terres-trial.

### Provas da Existência de Deus
A segunda parte do Moreh abre com a enumeração das vinte e seis proposições através das quais são provadas a existência, a unidade e a incorporeidade da Causa Primária. Para a existência da Causa Primária, há quatro provas:
1. ª_Nenhuma moção pode ocorrer sem que um agente a produza, e a série de causas que levam a um certo movimento é finita;
2. ª_Uma vez que algumas coisas recebem uma transmissão para o movimento, enquanto outras coisas são postas em movimento sem transmiti-lo, deve existir um ser que transmita movimento sem ser ele próprio colocado em movimento;
3. ª_Como os seres existentes são parcialmente permanentes e parcialmente transitórios, deve haver um ser cuja existência seja permanente;
4. ª_Nada pode passar de um estado de potencialidade para o de realidade sem a intervenção de um agente; esse agente requer, para sua própria transição da potencialidade para a atualidade, a ajuda de outro agente e o segundo, de outro; e assim por diante, até que se chegue a um agente que é constante e não admite nenhuma potencialidade.

A unidade de Deus é provada pelos seguintes argumentos:
1. º_Dois deuses não podem ser assumidos, pois teriam necessariamente um elemento em comum em virtude do qual seriam deuses e outro elemento pelo qual seriam distinguidos um do outro; além disso, nenhum deles poderia ter uma existência independente, mas ambos teriam que ser criados.
2. º_Todo o mundo existente é um corpo orgânico, cujas partes são interdependentes. O mundo sublunar é dependente das forças provenientes das esferas, de modo que todo o universo é um macrocosmo e, portanto, o efeito deve ser devido a uma causa. A incorporeidade de Deus pode ser provada pelos argumentos precedentes e pelo princípio de que todo objeto corpóreo consiste em matéria e forma, e que todo composto requer que um agente efetue sua combinação.

### Princípios aristotélicos
Como não há discordância entre os princípios de Aristóteles e os ensinos das Escrituras quanto a Deus, ou a Causa Primária, também não há nenhum entre seus sistemas de filosofia natural. Como Primum Motum (= primeiro movimento.) deste mundo, existem, segundo Aristóteles, as esferas celestes, cada uma das quais possui uma alma, o princípio do movimento, e é dotada de um intelecto.
Eles se movem em vários sentidos através de seres imateriais imóveis, ou Inteligências, que são a causa de sua existência e seu movimento da melhor maneira possível, a saber, um movimento rotatório uniforme.
A primeira Inteligência, que é o agente do movimento para a esfera superior ou toda abrangente, é uma emanação direta da Causa Primária; os outros emanavam um do outro. Havia ao todo nove esferas, a esfera abrangente, a das estrelas fixas e as dos sete planetas; nove Inteligências correspondem às nove esferas; uma décima inteligência, ligada à esfera mais baixa, a mais próxima do centro, a esfera da lua, é o intelecto ativo. Esta última causa a transição do intelecto do homem de um estado de potencialidade para o de realidade.
A terra, que é esférica, permanece impassível no centro do mundo, e quaisquer mudanças que ocorram nela são devidas às revoluções das esferas que, como seres animados e intelectuais, atuam em plena consciência.
Deus não age por meio de contato direto. Quando, por exemplo, Ele destrói qualquer coisa com fogo, o fogo é acionado através dos movimentos das esferas e das esferas pelas Inteligências.
Todas essas teorias são, de acordo com Maimônides, apoiadas tanto pelas Sagradas Escrituras quanto pela literatura judaica pós-bíblica. Que as esferas são animadas e os seres intelectuais são claramente expressos pelo salmista. Os céus declaram a glória de Deus (Xix. 2 [A. V. 1]) não pode ser tomado como uma mera figura de linguagem.
Os anjos mencionados na Bíblia são idênticos às Inteligências. Há, no entanto, um ponto em que Maimonides difere de seu mestre.
Segundo Aristóteles, essas esferas, assim como as Inteligências, coexistiam com a Causa Primária, enquanto Maimônides afirma que as esferas e as Inteligências foram criadas pela vontade de Deus.
Maimônides afirma que foi instigado a rejeitar a doutrina da eternidade da matéria não porque certas passagens nas Escrituras confirmam a creatio ex nihilo, pois tais passagens poderiam ser facilmente explicadas de uma maneira que as deixasse em harmonia com a doutrina anterior, mas porque há melhores argumentos para a creatio ex nihilo do que para a eternidade do universo.

### A Negação
Além disso, o próprio Aristóteles estava bem ciente de que não havia provado sua tese. Os adeptos da doutrina da eternidade do universo baseiam-se nos seguintes sete argumentos, parcialmente fundados nas propriedades da natureza e parcialmente naqueles da Causa Primária:
1. º_O movimento é eterno, pois se tivesse um começo, deveria haver Foi movimento quando surgiu, porque a transição da não-existência para a existência—isto é, da potencialidade para a realidade— sempre implica movimento;
2. º_A primeira substância subjacente aos quatro elementos deve ser eterna. Tornar-se implica assumir a forma; mas primeira substância significa uma substância sem forma; portanto, nunca se tornou;
3. º_Como as esferas são indestrutíveis porque não contêm elementos opostos, o que é evidenciado pelo seu movimento circular, elas devem ser sem um começo;
4. º_Suponha que o universo teve um começo; então, sua criação era possível, ou necessária, ou sua existência anterior era impossível; mas se fosse necessário, nunca poderia ter sido inexistente; se impossível, nunca poderia ter surgido; e se possível, então deve ter havido um assunto com atributos envolvendo a possibilidade;
5. º_A suposição de que Deus produziu uma coisa em um determinado tempo fixo implicaria que Ele mudou da condição de um potencial criador para o de um criador real;
6. º_A suposição de que o mundo foi criado significaria que a vontade de Deus havia sofrido uma mudança, ou que Ele deveria ser imperfeito, pois ou Deus não criaria o mundo anteriormente, ou, se Ele o fizesse, Ele não teria o poder;
7. º_Sendo o universo o resultado da sabedoria de Deus, ele deve, como o último, ser eterno.

Contra esses argumentos, Maimônides argumenta que, embora as propriedades da natureza estejam, no presente, quando o universo está em existência real e plenamente desenvolvido, não se segue que as coisas as possuíam no momento em que foram produzidas; é ainda mais do que provável que essas próprias propriedades tenham surgido da absoluta inexistência.
Ainda menos conclusivos são os argumentos baseados nas propriedades da Causa Primária, pois é impossível obter uma noção correta das esferas celestes e suas Inteligências; A imprecisão dos pontos de vista de Aristóteles sobre o assunto foi provada por Ptolomeu, embora o sistema desse astrônomo também esteja longe de ser impecável.

### A Reconciliação
No entanto, Maimônides está plenamente ciente de que não deu provas positivas para a creatio ex nihilo, e adverte seu pupilo Joseph ibn 'Ainin, a quem o Moreh foi dedicado, para tomar cuidado com a doutrina oposta; pois se, como ensinou Aristóteles, tudo no universo é o resultado de leis fixas, se a natureza não muda, e se não há nada sobrenatural, seria absurdo acreditar em milagres, em profecia e em revelação. Mas como Maimonides reconhece a autoridade de Aristóteles em todos os assuntos concernentes ao mundo sublunar, ele prossegue mostrando que o relato bíblico da criação do mundo inferior está em perfeito acordo com as visões aristotélicas.
Explicando sua linguagem como alegórica e os termos empregados como homônimos, ele resume o primeiro capítulo de Gênesis assim: 
Deus criou o universo produzindo no primeiro dia o reshit, ou Inteligências, do qual as esferas derivaram sua existência e movimento e assim tornou-se a fonte da existência de todo o universo. 
Este universo consistia primeiro no caos e nos quatro elementos; mas, através da influência das esferas e mais diretamente através da ação da luz e das trevas, sua forma foi desenvolvida. 
Nos cinco dias subseqüentes vieram a existir os minerais, plantas, animais e os seres intelectuais. 
O sétimo dia, no qual o universo foi governado pela primeira vez pelas leis naturais que ainda continuam em operação, foi abençoado por Deus, que o projetou para proclamar a creatio ex nihilo. 
O relato do pecado de Adão é interpretado por Maimonides como uma exposição alegórica da relação entre sensação, intelecto e faculdade moral; os três filhos de Adão são uma alusão aos três elementos do homem - o vegetal, o animal e o intelectual.

### Obs. acerca da profecia
Com a doutrina da profecia creatio ex nihilo tornando-se possível; mas, quais são os requisitos da profecia? Maimônides cita três opiniões diferentes sobre o assunto:
1. ª_A opinião daqueles que acreditam que qualquer homem, seja sábio ou estúpido, jovem ou velho, desde que ele seja até certo ponto moralmente bom, pode ser inspirado por Deus com o espírito de profecia. e encarregado de uma missão;
2. ª_A opinião dos filósofos que, considerando a profecia a mais alta expressão do desenvolvimento mental, afirmam que ela pode ser alcançada apenas pelo estudo;
3. ª_Sua própria opinião, que ele considera ser a visão da Escritura. Ele concorda com os filósofos em considerar a faculdade profética como natural para o homem e de acordo com as leis da natureza; sustentando que qualquer homem cujas faculdades físicas, mentais e morais estejam em perfeitas condições pode se tornar um profeta; mas ele também afirma que, com todas essas qualificações, o homem pode ainda, por interferência divina e miraculosa, ser impedido de profetizar.

Os últimos capítulos da segunda parte do trabalho são dedicados à explicação das profecias e visões bíblicas, mostrando a parte que é tomada pela imaginação, que é, de acordo com Maimônides, um elemento essencial na profecia.

### Origem do Mal
Depois de ter dado, nos sete primeiros capítulos da terceira e última parte do Moreh, a exposição da visão de Ezequiel, que ele explica como uma descrição alegórica do mundo sublunar, das esferas e das Inteligências, os esforços de Maimônides para mostrar que o mal não tem existência positiva, mas é uma privação de uma certa capacidade e não procede de Deus; quando, portanto, os males são mencionados na Escritura como enviados por Deus, as expressões bíblicas devem ser explicadas alegoricamente.
De fato, diz Maimônides, todos os males existentes, com exceção de alguns que têm suas origens nas leis de produção e destruição e que são antes uma expressão da misericórdia de Deus, pois por eles as espécies são perpetuadas, são criadas pelos próprios homens.

### A providência e A onisciência de Deus
A questão do mal está intimamente ligada à da Divina Providência. Como é sabido, Aristóteles afirmou que a humanidade como um todo, mas não o indivíduo, é guiada e protegida pela Divina Providência.
A razão que levou Aristóteles a adotar essa visão é que a Providência implica onisciência, enquanto, segundo ele, o conhecimento de Deus é limitado a universais, pois se Ele tivesse conhecimento de particulares, estaria sujeito a constantes mudanças. Maimônides rejeita essa teoria e esforça-se para mostrar que a crença na onisciência de Deus não está em oposição à crença em Sua unidade e imutabilidade. Deus, diz ele: 
...percebe eventos futuros antes que eles aconteçam, e sua percepção nunca falha. Portanto, nenhuma nova ideia pode se apresentar a ele. Ele sabe que um certo indivíduo nascerá em um determinado momento, existirá por um certo período, e então deixará de existir. A vinda à existência deste indivíduo é para Deus nenhum fato novo; nada aconteceu do que Ele não sabia, pois Ele conhecia esse indivíduo, tal como ele é agora, antes de seu nascimento. 
Quanto às objeções avançadas pelos peripatéticos à crença na onisciência de Deus—a saber, que é inconcebível que a essência de Deus permaneça indivisível considerando a multiplicidade de conhecimento da qual é composta; que Sua inteligência deve abraçar o infinito; que os eventos devem manter seu caráter de contingência, apesar do fato de serem previstos pelo Ser Supremo—essas objeções, de acordo com Maimônides, são baseadas em um erro.
Enganados pelo uso do termo conhecimento, os homens acreditam que tudo o que é necessário para o seu conhecimento é requisito para o conhecimento de Deus também. O fato é que nenhuma comparação é possível entre o conhecimento humano e o conhecimento de Deus, sendo este último absolutamente incompreensível para a inteligência humana. (Compare: Ein Sof. Tzimtzum.) Mas a onisciência implica predestinação; como, então, a vontade do homem pode afirmar-se livremente? O próprio fato do conhecimento de Deus não obriga o homem a agir de acordo com ele? Para refutar essa objeção, Maimônides esforça-se para mostrar que:
O fato de que Deus conhece as coisas enquanto estão em um estado de possibilidade—quando sua existência pertence ao futuro—não muda a natureza do possível de forma alguma; isso permanece inalterado; e o conhecimento da realização de uma das várias possibilidades não afeta essa realização.

### O objetivo dos Mandamentos
A discussão da questão da Divina Providência é seguida por outra pergunta: Qual é o propósito dos preceitos divinos?
Segundo Maimonides, a ética e a religião estão indissoluvelmente ligadas, e todos os preceitos visam direta ou indiretamente a moralidade. Como no Yad ha-Ḥazaḳah, ele divide as leis do Pentateuco em quatorze grupos e discute o objeto principal de cada grupo e o objeto especial de cada lei. Assim, por exemplo, o objeto das leis concernentes aos sacrifícios está nas orações e devoções que o acompanham; quanto aos próprios sacrifícios, eram apenas uma concessão aos hábitos idólatras do povo.
Como na metafísica, Maimônides segue de perto o sistema ético de Aristóteles, que expõe em sua introdução e comentário a Abot, em várias passagens do Sefer ha-Miẓwot, e em seu Yad ha-Ḥazaḳah, especialmente no Hilkot De'ot e o Hilkot Teshubah. De acordo com Maimônides, o objetivo final da criação deste mundo é o homem; a do homem é a felicidade.
Essa felicidade não pode consistir na atividade que ele tem em comum com outros animais, mas no exercício de seu intelecto, que leva à cognição da verdade. A mais alta cognição é a de Deus e Sua unidade; consequentemente, o summum bonum é o conhecimento de Deus através da filosofia. A primeira necessidade na busca do summum bonum é subjugar a sensualidade e tornar o corpo subserviente à razão. Para que o homem seja considerado o objetivo e o fim da criação deste mundo, ele deve ser perfeito moral e intelectualmente.
Virtude e vício têm sua fonte nas cinco faculdades da alma: o nutritivo, o sensível, o imaginativo, o apetitivo e o deliberativo. A alma deve intelectar o que importa é formar: é suscetível tanto ao bem quanto ao mal, de acordo com a escolha feita pela faculdade deliberativa.

### Vistas Éticas
A excelência humana é ou da faculdade apetitiva (virtudes morais) ou da faculdade deliberativa (virtudes intelectuais). Os vícios da faculdade apetitiva são o oposto das virtudes apetitivas; por exemplo, a covardia e a imprudência são os extremos opostos da coragem, e ambos são vícios. A virtude é uma proficiência em querer o que é aprovado pela razão, desenvolvido a partir do estado de uma potencialidade natural por ação. O desenvolvimento da virtude requer exercício e inteligência. A virtude ética é aquela direção permanente da vontade que mantém o meio de conduta, conforme determinado pela razão do inteligente. A coragem é a média entre a covardia e a temeridade; temperança, a média entre o desejo desordenado e a indiferença estúpida. No campo da ética pessoal, Maimonides estabeleceu regras deduzidas dos ensinamentos da Bíblia e dos rabinos. Essas regras lidam com as obrigações do homem para consigo mesmo e para com seus semelhantes. Ao primeiro pertence a obrigação de manter-se em saúde pela vida regular, procurando orientação médica na doença, limpeza, ganhando a vida, etc. As condições essenciais para a saúde da alma são o contentamento e a moderação na alegria e tristeza. A piedade é uma qualidade generosa da alma; Para desenvolver esse sentimento, a Lei proibiu a crueldade contra os animais. O amor mútuo e a sociabilidade são necessários para os homens. O sentimento de justiça prescrito pela Lei consiste em respeitar a propriedade e a honra dos outros, mesmo que sejam escravos de alguém.

### Objeções aoMoreh
O Moreh foi completado por Maimônides aos cinquenta e dois anos. Foi o clímax de sua carreira literária no campo do judaísmo. Depois de ter em seus trabalhos anteriores sistematizado todas as leis e cerimônias bíblicas e rabínicas e elaborado os treze Artigos de Fé em que todo israelita é obrigado a acreditar, ele mostra, no Moreh, que o judaísmo é a própria expressão da inteligência humana e que não há nada na Escritura ou literatura rabínica, se devidamente explicado, que contradiga a verdadeira filosofia.
Como era de se esperar, os adversários do código de Maimônides declararam guerra contra o Moreh. Seus pontos de vista sobre anjos, profecias e milagres, e especialmente sua afirmação de que ele não teria tido dificuldade em reconciliar o relato bíblico da Criação com a doutrina da eternidade do universo, teve as provas aristotélicas para que ela fosse conclusiva, provocou a indignação dos ortodoxos.
A teoria da unidade das almas de Maimônides (comp. Alexandre de Afrodísias) foi declarada por eles como uma negação direta da imortalidade da alma. Maimonides desprezou esses ataques e continuou sua vida laboriosa, enriquecendo a literatura médica com algumas obras valiosas e iluminando seus admiradores e discípulos em uma infinidade de perguntas.
Entre eles, um inquérito sobre a astrologia, dirigido a ele em Marselha. Em sua resposta, Maimônides diz que, em sua opinião, o homem deve acreditar apenas no que pode ser sustentado tanto pela prova racional, pela evidência dos sentidos, quanto pela autoridade confiável. Ele afirma que estudou astrologia e que não merece ser descrito como uma ciência.
A suposição de que o destino de um homem pode depender das constelações é ridicularizado por ele; ele argumenta que tal teoria roubaria a vida de propósito e tornaria o homem um escravo do destino. Com a conclusão do Moreh, Maimônides estava no auge de sua glória. Ele teve a satisfação de ver seu trabalho traduzido para o hebraico e recebido com grande admiração pelos judeus esclarecidos; até os maometanos a estudaram e admiraram o gênio de seu autor.
O renomado médico e teólogo árabe 'Abd al-Laṭif de Bagdad confessou que seu desejo de visitar o Cairo foi motivado pelo desejo de conhecer três homens, entre os quais Musa ibn Maimun. A grandeza deste último como médico não foi menos reconhecida, e o poeta e cadi árabe Al-Sa'id ibn Surat al-Mulk cantou em verso extático, que, traduzido para o inglês, diz o seguinte:
A arte de Galeno cura apenas o corpo, mas o corpo e a alma de Abu Imram [Maimônides]. Com sua sabedoria, ele poderia curar a doença da ignorância. Se a lua se submetesse à sua arte, Ele a livraria de seus pontos no momento da lua cheia, curaria seus defeitos periódicos, E no momento de sua conjunção a salvaria de minguar.

### Lista Literária (Obras)
A seguir, uma lista classificada das obras de Maimônides:

#### Filosofia e Teologia
- Dalalat al-Ḥa'irin. Traduzido para o hebreu por Samuel ibne Tibom, em 1204, sob o título Moreh Nebukim.[24] A tradução hebraica foi publicada pela primeira vez em algum lugar na Itália antes de 1480; desde então, tem sido freqüentemente publicado com comentários.
- Al-Ḥarizi, foi publicada por Schlossberg (vol. I., Londres, 1851; vols. Ii e iii., Viena, 1874 e 1879). Há duas traduções latinas do Moreh, de Augusto Justiniano (Paris, 1520) e de Buxtorf, Júnior (Basileia, 1629); a anterior é baseada na versão hebraica de Alharizi e é uma mera cópia de uma tradução latina mais antiga; o posterior é baseado no de ibne Tibom.
- O original em árabe, com uma tradução brasileira intitulada «O Guia dos Perplexos» (https://ovelhaperdida.wordpress.com/2007/08/22/conhecer-deus-segundo-maimonides/), foi publicado por Salomon Munk (3 vols., Paris, 1856-66). A obra foi traduzida duas vezes para o italiano, por Jedidiah ben Moses de Recanati (1580) e por D. J. Maroni (1870), existindo igualmente uma tradução francesa com o título «Le Guide des Égarés» (https://archive.org/details/leguidedesgar01maim).
- A primeira parte foi traduzida para o alemão por Fürstenthal (Krotoschin, 1839); o segundo, de M. E. Stein (Viena, 1864); e o terceiro, por Scheyer (Frankfort-on-the-Main, 1838).
- Parte iii. foi traduzido para o inglês, sob o título Os Motivos das Leis de Moisés, de Townley (Londres, 1827). Uma tradução completa em inglês, em três volumes, foi publicada por M. Friedländer (Londres, 1889): Maḳalah fi-Ṣina'at al-Manṭik, sobre a terminologia da lógica, em catorze capítulos; escrito com a idade de dezesseis anos.
- Foi traduzido para o hebraico por Moisés ibne Tibom, sob o título Millot ha-Higgayon, e foi publicado pela primeira vez, com dois comentários anônimos, em Veneza, em 1552; Desde então, passou por quatorze edições.
- Uma tradução latina foi publicada por Sebastian Münster (Basel, 1527);
- As traduções alemãs foram feitas por M. S. Neumann (Veneza, 1822) e Heilberg (Breslau, 1828).
- Entre os numerosos comentários escritos sobre este trabalho, o mais notável é o de Moisés Mendelssohn: Maḳalah fi al-Tauḥid, um ensaio sobre a unidade de Deus. Traduzido para o hebreu por Isaac ben Nathan, no século XIV, sob o título Ma'amar ha-Yiḥud.
- Maḳalah fi-al-Sa'adah, um ensaio, em dois capítulos, sobre a felicidade (Paris, Bibliothèque Nationale, No. 7193). Publicado pela primeira vez em hebraico, sob o título Peraḳim be-Haẓlaḥah, em 1567. Um ensaio sobre conversões forçadas. Traduzido anonimamente para o hebraico sob o título Iggeret ha-Shemad ou Ma'amar Ḳiddush ha-Shem. Estabelece

1. Até que ponto um judeu pode ceder e até que ponto ele deve resistir quando está sob compulsão para abraçar outra religião, e manter;
2. Que o maometismo não é uma religião pagã. Maimonides escreveu este ensaio em resposta a um certo rabino que afirmou que os convertidos compulsórios ao Islã, embora possam secretamente observar todos os preceitos judaicos, não podem ser considerados como israelitas.

- Iggeret ha-Shemad foi publicado por A. Geiger em sua monografia sobre Maimônides (Breslau, 1850).
- Carta ao rabino Jacob al-Fayyumi, sobre a condição crítica dos judeus no Iêmen (1172). Foi traduzido para o hebraico por Samuel ibne Tibom, Abraão ibn Ḥisdai e Nathan ha-Ma'arabi.
- A tradução de ibne Tibom foi publicada sob o título de Iggeret Teman (Viena, 1857); a de Nathan ha-Ma'arabi, sob o título Petaḥ Tiḳwah (1629); a de Abraão ibn Ḥisdai ainda existe no manuscrito.
- Um ensaio sobre a ressurreição. Traduzido para o hebraico por Samuel ibne Tibom e publicado sob o título Ma'amar Teḥiyyot ha-Metim (1629). Uma tradução latina, ainda existente no manuscrito, foi feita por Mithridates.

#### Halakah
Comentários sobre o Mishnah, intitulado Kitab al-Siraj. Eles foram traduzidos para o hebraico por vários eruditos:
- Em Berakot, Peah, Demai, Shebu'ot, por Judá al-Ḥarizi; o restante de Seder Zera'im e Seder Mo'ed, por Joseph ben Isaac ibn al-Fu'al; Seder Nashim, de Jacob ben Moisés de Huesca; Seder Neziḳin—com exceção de Abot, que foi traduzido por Samuel ibne Tibom—por Salomão ben Jacob de Zaragoza; Seder Ḳodashim, por Nethaneel ben Joseph de Zaragoza; Seder Ṭohorot, por um estudioso anônimo; várias outras partes, por Israel israelense. As traduções hebraicas foram publicadas pela primeira vez em Nápoles (1492).
- Do original foram publicados: a introdução geral e os prefácios seder v. E vi., E ao tratado Menaḥot, com uma tradução latina de Pococke (Oxford, 1654);
- A introdução de Abot (Shemonah Peraḳim), com uma tradução alemã de M. Wolf (Leipsic, 1863);
- O Seder Ṭohorot, com uma tradução hebraica de Joseph Derenbourg (Berlim, 1886-92);
- Vários tratados, alguns com hebraico e alguns com traduções alemãs, publicados como dissertações universitárias nos últimos vinte anos.
- As traduções hebraicas foram traduzidas para o latim por Surenhusius;
- Em espanhol por Reuben ben Naḥman Abi Saglo.
- Kitab al-Fara'iḍ. Duas vezes traduzida em hebraico, primeiro por Moisés ibne Tibom e depois por Salomão ibne José ibne Aiube. A tradução de ibne Tibom foi impressa primeiro na Itália e depois em Lisboa em 1497, e frequentemente desde então.
- Parte do original, com uma tradução alemã, foi publicada por M. Peritz (Breslau, 1882);
- Uma edição completa, com uma tradução francesa intitulada Le Livre des Préceptes, de Moses Bloch (Paris, 1888).
- Commentary on Ḥullin e quase todas as três seções—Mo'ed, Nashim e Neziḳin. Destes comentários, que Maimonides cita na introdução da Mishnah, apenas o que se conhece em Rosh ha-Shanah; foi editado por J. Brill no periódico Ha-Lebanon (viii. 199 e segs.)
- Mishneh Torá, ou Yad ha-Ḥazaḳah. A primeira edição apareceu na Itália por volta de 1480; o segundo em Soncino, 1490; o terceiro em Constantinopla, 1509; a quarta, quinta, sexta e sétima edições em Veneza, 1524, 1550, 1550-51 e 1574-75; a oitava em Amsterdã, 1702-3; a edição mais recente e completa é a de Leipsic, 1862.
- Partes de uma tradução árabe do Mishneh Torah e um comentário árabe sobre o Sefer ha-Madda ainda existem no manuscrito.
- Extratos da Mishneh Torah foram traduzidos para o inglês por H. Bernard e E. Soloweyczik (Londres, 1863). Halakot, extraído do Talmude de Jerusalém; citado por Maimonides em seu comentário sobre Tamid (v., infra).

#### Científicos
Um ensaio sobre o calendário judaico, baseado em princípios astronômicos. Está dividido em duas partes:
1. Molad (conjunção da lua);
2. Teḳufah (estações do ano).

- Foi traduzido para o hebraico por um escritor anônimo e foi inserido no Dibre Ḥakamim de Eliezer de Túnis (Metz, 1849), e também em Ḳobeẓ Teshubot Rambam (Leipsic, 1859).
- Fi al-Jama'ah, na relação sexual, em três partes, dedicada a Malik al-Mustafir, Sultão de Hamat e sobrinho de Saladino. Foi traduzido para o hebraico duas vezes: sob o título Ma'amar 'al Ribbui ha-Tashmish, de Zerahiah ben Isaac, e sob o título Ma'amar ha-Mashgel (anônimo). T
- Tanto originais quanto traduções, bem como uma versão em latim, existem em vários manuscritos: Al-Sumum wal-Mutaḥarriz Min al-Adwiyyah al-Ḳitalah (também chamado de Al-Maḳalah al-Faḍiliyyah), sobre vários venenos e seus antídotos, em dois volumes. Traduzido para o hebraico, sob o título Ha-Ma'amar ha-Nikbad, ou Ha-Ma'amar ser-Teri'aḳ, de Moisés ibne Tibom; existentes em vários manuscritos. Uma tradução latina deste trabalho foi feita por Armengaud Blasius de Montpellier. Uma tradução francesa da versão hebraica foi feita por M. Rabbinowicz sob o título Traité des Poisons (Paris, 1865), e uma tradução alemã de M. Steinschneider intitulada Gifte und Ihre Heilungen (Berlim, 1873).
- Fi al-Bawaṣir sobre hemorróidas, em sete capítulos. Traduzido para o hebraico sob o título Ha-Ma'amar bi-Refu'at ha-Ṭeḥorim, e para o espanhol com o título Sobre los Milagros. O original e as traduções são encontrados no manuscrito Fuṣul Musa, uma imitação dos aforismos de Hipócrates. Traduzido para o hebraico por Zerahiah ben Isaac e por Nathan ha-Me'ati (Pirḳe Mosheh, Lemberg, 1804; Wilna, 1888). Uma tradução latina foi publicada em 1489.
- Maḳalah fi al-Rabw, sobre asma. Traduzido para o hebraico por Samuel ben Benveniste e Joseph Shatibi. Comentário sobre os aforismos de Hipócrates. Extraído do comentário de Galeno; traduzido para o hebraico por Moisés ibne Tibom e anonimamente.
- Ensaios sobre higiene, ou consultas com Maleque Alfadle, filho de Saladino. Traduzido para o hebraico por Moisés ibne Tibom, e publicado primeiro em Kerem Ḥemed (iii. 9-31), e mais tarde por Jacob Safir ha-Levi (Jerusalém, 1885).
- Uma tradução latina foi publicada em Veneza (1514, 1518, 1521) e Leyden (1531). Outra tradução latina foi feita do hebraico por João de Cápua; uma tradução alemã foi publicada por D. Winternitz (Veneza, 1843), Maḳalah fi Biyan al-A'raḍ, sobre o caso do Príncipe de Rikka. Traduzido para o hebraico anonimamente sob o título Teshubot 'al She'elot Peraṭiyyot. Uma tradução latina foi publicada em 1519 sob o título De Causis Accidentium Apparentium.

#### Correspondência
A correspondência de Maimônides e algumas consultas surgiram inicialmente sem lugar nem data e, mais tarde, sob o título Teshubot She'elot we-Iggarot, em Constantinopla (1520). Sua responsa foi traduzida do árabe para o hebraico por Mordecai Tammah, e publicada em Amsterdã, 1765, sob o título Pe'er ha-Dor, e em Leipsic, 1859, sob o título Ḳobeẓ Teshubot Rambam.

## Obra Alakista (escritores ou compilador da Alaca)

### Objetivo dos Preceitos
O objetivo fundamental de todas as obras Alakicas de Maimônides era levar o sistema e a ordem à tremenda massa da lei tradicional e promover seu conhecimento, apresentando-a de forma comparativamente clara e breve. Esta tarefa auto-imposta foi a conseqüência necessária de seus pontos de vista sobre a missão e o propósito dos judeus e sua relação com a lei revelada; pois aos olhos dele a Lei, que o judeu estava destinado a seguir, não se limitava ao código escrito, mas, de acordo com a visão tradicional (veja a Lei Oral) adotada por Maimônides, abrangia explicações, regulamentos e provisões orais que foi dado a Moisés.
Esses preceitos e regulamentos tinham igual validade com a lei escrita, assim como todos os que os estudiosos deduziram da Bíblia pelas regras da lógica ou da hermenêutica. Havia, além disso, preceitos estabelecidos por profetas e sábios que não tinham conexão com a lei escrita, embora fossem aceitos por todo o povo e fossem obrigatórios (Comentário sobre a Mishná, Introdução).
Uma condição necessária para a observância da Lei era um conhecimento dela, e o judeu era obrigado a entrar em estudos científicos que ele pudesse entender corretamente as verdades contidas na Torá e atingir a perfeição espiritual; assim, ele foi incapaz de dedicar todo o seu tempo à investigação dos mandamentos da Lei.
Um código fixo, portanto, tornou-se necessário para que cada homem conhecesse a Lei e seus preceitos, e nela as regras e regulamentos devem ser contidos com brevidade gestante. A Mishnah de Judá ha-Nasihad foi um desses códigos, mas não teve comentários, e o Talmude, destinado a preencher esse desejo, ficou aquém de seu objetivo.
O tratamento da Mishnah no Talmud era muitas vezes ininteligível, como quando afirmava que uma dada mishnah continha isto ou aquilo quando tal não foi declarado na própria Mishnah, ou que uma mishnah estava incompleta, enquanto outra requeria correção.
O plano geral do Talmud também não era um comentário satisfatório, pois freqüentemente explicava uma discussão por meio de discussões que eram muito detalhadas e muito envolvidas, enquanto a linguagem empregada era ininteligível para a maioria.
Era muitas vezes impossível interpretar uma mishnah, exceto por declarações espalhadas por dois ou mais tratados, de modo que um conhecimento profundo de todo o Talmud, que poucos poderiam alcançar, era necessário para determinar a decisão exata da mishnah em questões práticas.
Era impossível, além disso, considerar até mesmo o código mishnaico como completo, uma vez que não continha as muitas regras e regulamentos que foram desenvolvidos e elaborados no período talmúdico posterior; e o povo judeu, consequentemente, carecia do corpo de lei que era tão requisitado (Carta a Ibn 'Ainin, na coleção de responsa e cartas de Maimonides, p. 30b, Leipsic, 1859).

#### Comentário e Código
Maimônides se propôs a tarefa de satisfazer esse desejo. Isso ele procurou fazer comentando sobre a Mishnah e disponibilizando-a como um código, a partir do qual decisões de rolamento prático poderiam ser deduzidas sem a necessidade de trabalhar através de muitas disputas envolvidas (Introdução).
Ele planejou também um novo e mais abrangente corpo de leis que, baseado na Torá escrita, deveria conter tudo aquilo que um judeu fiel deve conhecer, de modo que ele não precisa gastar todo o seu tempo em controvérsias e disputas Talmúdicas (Carta a Ibn 'Ainin, lpp 31b).
Os dois métodos de comentário e codificação foram, na opinião de Maimônides, os únicos a serem seguidos por todos os autores, sendo o modelo do Talmud e do outro a Mishnah (Responsa, nº 140, Leipsic, 1859). Torna-se assim possível distinguir entre as contribuições cementatórias e codificatórias de Maimonides à lei religiosa.

#### Comentário sobre a Mishná
Atividade Comentatória: Em uma pesquisa da atividade de Maimônides como comentarista, apenas seu comentário sobre a Mishná é considerado, pois embora seja verdade que Maimônides escreveu comentários sobre o Talmude, especialmente nas três ordens de Mo'ed, Nashim e Neziḳin, assim como no tratado Ḥullin (Introdução), todos eles foram perdidos, enquanto o comentário sobre Rosh ha-Shanah (ed. Brill, Paris, 1865) é de autenticidade duvidosa. Estes são de importância neste contexto apenas na medida em que deve ser assumido que muitas decisões nas obras de Maimônides que aparentemente contradizem o significado do Talmud foram provavelmente baseadas em interpretações divergentes que ele havia adotado em seus tratados Talmudic perdidos. Muito diferente é com o seu comentário sobre a Mishná, que foi preservada em sua totalidade, e na qual pode ser vista a combinação de um plano gigantesco e um método detalhado que Maimônides adotou. Em seu glossário mishnaico Maimonides era na maior parte um comentarista, procurando expor a Mishná àqueles que a estudavam e dando-lhes as regras gerais pelas quais eles poderiam entender seu verdadeiro significado. Esses princípios, que permitem uma interpretação correta de muitas passagens da Mishná, estão espalhados em seu comentário, e ele insta o leitor a impressioná-los em sua memória, de modo que não haja necessidade de repeti-los (Comentário sobre a Mishná, BB v. 2 e Nazir ix.).
A interpretação em si foi projetada para permitir que o leigo entenda a Mishnah, já que ele não poderia trabalhar através das disputas envolvidas com o Talmude, e em muitos casos era incapaz de entender a linguagem (comp. Yad, Prefácio). E mesmo estudiosos talmúdicos poderiam receber grande ajuda do comentário, uma vez que removiam as dificuldades de muitas passagens mishnaicas e as explicavam corretamente; porque numerosas passagens na Mishná não foram compreendidas nem mesmo pelos Gueonim e autoridades principais (Comentário sobre o Mishnah, 'Ab. Zarah v. 8 e Ket. i. 6). Toda a ordem mishnaic Ḳodashim era ininteligível tanto para estudiosos e leigos, uma vez que a grande maioria tinha pouco conhecimento das leis relativas ao sacrifício, de modo que seu comentário sobre essa porção da Mishnah foi planejado para ajudar tanto o professor quanto o aluno. para Ḳodashim). Além desse serviço puramente comentatorial, o glossário foi elaborado para dar sentenças em leis religiosas de importância prática, que o leigo seria totalmente incapaz de deduzir do Talmude, enquanto que mesmo para um especialista sua dedução seria difícil e precária. Depois da explicação de Maimônides do significado de cada passagem mishnaica, ele declara como a decisão halakica prática é determinada.

#### Efeito prático, aplicabilidade
Desejando que seu comentário servisse para instrução tanto em questões religiosas quanto morais, ele frequentemente omitia uma discussão detalhada da visão de um tanna onde ele não era aceito na prática (comp. Frankel, Hodegetica, p. 324). Ele não se limitou, conseqüentemente, a uma explicação do Mishnah e uma declaração das decisões halakic definitivas, mas aproveitou todas as oportunidades para expor abusos, superstições e erros, mesmo nos casos em que suas observações têm apenas uma pequena conexão com o conteúdo do Mishnah, ou, na verdade, nenhum (comp. sua polêmica contra aqueles que escreveram amuletos, no Comentário sobre o Mishnah, Soṭah vii. 8, e contra aqueles que usaram o aprendizado como um meio de ganho, ib. Ned 3 e Bek iv 6).
Na maioria dos casos Maimonides deu a interpretação talmúdica de uma mishnah com a omissão de todas as explicações e dissertações sutis, e nessa medida seu comentário serve como uma introdução ao Talmud, na medida em que, após o leitor ou o aluno ter adquirido, com A ajuda deste gloss, um conhecimento da Mishnah e está familiarizado com os resultados da exposição talmúdica contida nela, ele é capaz de se aventurar com sucesso no mar do próprio Talmud (Introdução). No entanto, ele não seguiu as interpretações talmúdicas em todos os lugares, pois em muitos lugares onde a exegese mishnaica do Talmud não lhe parecia correta, independentemente de sua autoridade, ele expunha suas próprias opiniões (comp. Schorr em He-Ḥaluẓ, 1860, v. 43-49). Isso ele fez mesmo nos casos em que outra visão da Halakah no que se refere a decisões práticas resultou de sua interpretação (Schorr, ib .; comp. Lipmann Heller, Tosafot Yom-ob, em Naz. Iv. 4 e Sheb. Iv. 10 ). Em passagens em que o Talmud deu duas explicações contraditórias mishnaica, uma das quais foi recebida como válida para uma decisão halakica enquanto o outro foi rejeitado, ele, aparentemente, não hesitou em aceitar o último (comp. Sua interpretação de B. Ḳ. x 8 e Guemará ib.).

#### Atitude em relação aos antecessores
Maimônides também empregou as obras de seus predecessores, embora os citasse, mas raramente, pois considerava supérfluo mencionar o nome de sua autoridade em todos os casos. Assim, ele diz no prefácio dos oito capítulos que ele prefixou ao seu comentário sobre Abot: Eu não inventei essa explicação, ou a mim mesmo enquadrei essas afirmações, mas eu as tirei das palavras dos sábios e as recolhi das obras. Embora eu não as chame, eu não reivindico, pelo meu silêncio, o aprendizado dos outros como meu, pois acabo de admitir que muito é tirado de outras fontes. Ele era, no entanto, inteiramente independente em relação aos seus precursores, e freqüentemente refutava as explicações dos Gueonim, afirmando na carta a 'Aḳnin (p. 3lb) que muitos erros em seu comentário se deviam à sua adesão aos seus predecessores, incluindo o rabino Nissim.
Maimonides interpretou a linguagem da Mishnah de acordo com as regras da gramática hebraica e aramaica, e empregou o Aruk em suas explicações das palavras, embora muitas vezes caísse no erro de considerar as palavras emprestadas gregas na Mishnah como hebraico e explicar-los em conformidade (comp. Weiss, Mishpa Leshon ha-Mishnah, p. 11, Viena, 1867). Para uma melhor interpretação, ele freqüentemente citava os princípios de outras ciências, como matemática e física, enquanto alcançava o objetivo de trazer sistema e ordem à massa da tradição, detalhando, antes de cada discussão importante, os princípios gerais sobre os quais se baseava. Maimonides forneceu vários tratados e ordens com prefácios e prefixou em seu comentário inteiro uma introdução geral, na qual ele discutiu a origem, o plano e o arranjo da Mishnah e deu conta da transmissão da lei oral. Nesta introdução e em seu prefácio ao Yad, bem como em suas cartas e em numerosas notas dispersas em seu comentário, Maimônides deu informações coerentes e abrangentes sobre a origem da Mishná, a Tosefta, o midrashim alákico, e ambos Talmudes, em que ele evidenciou um conhecimento da história literária superior ao de todos os seus antecessores.
Como comentarista, Maimônides alcançou apenas metade de sua meta, embora tenha reduzido sua interpretação do código alákico para a menor bússola possível. Ele foi, portanto, obrigado a planejar um novo e mais abrangente sistema de leis. Não era necessário, contudo, em sua opinião, que isso seguisse o antigo código mixnaico; deve ser organizado de acordo com o seu assunto. Todos os regulamentos legais, conseqüentemente, deveriam ser divididos em grupos, mas antes que os preceitos pudessem ser classificados, era necessário enumerá-los e determinar quais regulamentos deviam ser considerados como mandamentos. Muitas passagens da Torá, que são um mandamento ou uma proibição na forma, não são uma na realidade. Algumas ordenanças, declarou Maimônides, são meras fundações para outras leis e não podem ser consideradas independentes.

#### Sefer ha-Miẓwot
Na enumeração de todos os mandamentos da Torá, que, segundo a tradição, numerados 613, existia grande confusão antes do tempo de Maimônides, desde que nenhum princípio de classificação foi estabelecido e, conseqüentemente, os vários sistemas entraram em conflito em muitos aspectos. Como uma espécie de introdução ao seu novo código, Maimônides prefixou uma obra contendo uma lista seca de todos os mandamentos da Torá. No Sefer ha-Miẓwot, ele sistematizou os mandamentos, deduzindo-os de catorze princípios evidentes, enumerando os 613 mandamentos nessa base. Esse trabalho foi geralmente aceito e formou a base da maioria das listas subseqüentes. Deve-se admitir, contudo, que o próprio Maimônides freqüentemente se desviava de sua própria regra e citava mandamentos individuais que, segundo seu sistema, não podiam ser considerados como preceitos, um ponto para o qual a atenção era chamada já na época de Naḥmanides (Weiss, l.c. pp. 197-199). (Veja os 613 mandamentos.)
Atividade Codificadora: Depois de estabelecer a lista de todas as injunções da Torá em seu Sefer ha-Miẓwot, Maimônides passou a escrever sua grande obra, a Mishneh Torah, na qual ele trabalhou por dez anos consecutivos. Neste livro ele planejou um sistema legal completo que deveria dar uma forma breve mas clara a decisão final no caso de cada lei, de modo que, pela omissão de longas discussões e demonstrações, cada regulamento, lei e costume da vida religiosa pode ser aprendido sem qualquer outro manual. Ele nomeou o trabalho, portanto, o Mishneh Torá, ou a Repetição da Lei, já que era necessário ler primeiro a Torá escrita e depois este trabalho a fim de adquirir todo o corpo da chamada lei oral. O livro contém todas as definições da Lei, juntamente com todas as explicações tradicionais, estatutos e regulamentos, bem como as tradições e explicações dos Gueonim e os costumes que foram dadas, introduzidas ou reconhecidas desde o tempo de Moisés até a conclusão do Talmud (Prefácio ao Mishneh Torah). Inclui também as idéias éticas, os ensinamentos morais e os princípios doutrinários que eram tradicionais ou que haviam sido estabelecidos pelos sábios ou adotados por consentimento geral.

#### Mishneh Torah
No Mishneh Torah os mandamentos da Lei são divididos em catorze grupos coerentes. Isso forma a primeira classificação completa das leis mosaicas e rabínicas; Cada grupo constitui um livro e cada livro é subdividido em seções, capítulos e parágrafos.
Divide-se; em:
1. ° Tomo = Livro da Ciência. Madda, trata dos artigos da fé e de tais verdades essenciais como a unidade de Deus e Sua incorporeidade; também trata do estudo da Lei e da proibição da idolatria.
2. ° Tomo = Livro do Amor. Ahabah, contém os preceitos que devem ser observados em todos os momentos, se o amor devido a Deus deve ser lembrado continuamente.
3. ° Tomo = Livro dos Tempos. Zemannim, discute as leis que são limitadas a certos momentos, como o sábado e os festivais.
4. ° Tomo = Livro das Mulheres. Nashim, trata das leis do casamento.
5. ° Tomo = Livro da Santificação. Ḳedushshah, contém leis relativas a relações sexuais proibidas e alimentos proibidos, e como Israel foi distinguido por estes mandamentos das outras nações e foi assim santificado
6. ° Tomo = Livro da Insensatez. Hafla'ah, preocupa-se com a lei referente a votos e juramentos, e como aquele que faz um voto é separado por seu voto de outros.
7. ° Tomo = Livro das Sementes. Zera'im, trata das leis e preceitos ligados à agricultura.
8. ° Tomo = Livro do Serviço. Abodah, está relacionado aos regulamentos relativos ao Templo e sua adoração e às ofertas da comunidade.
9. ° Tomo = Livro dos Sacrifícios. Ḳorbanot, contém leis para ofertas, exceto as de toda a comunidade.
10. ° Tomo = Livro da Purificação. Ṭohorah, discute as regras de limpeza e impureza.
11. ° Tomo = Livro dos Prejuízos. Neziḳin, trata do direito penal.
12. ° Tomo = Livro da Aquisição. Ḳinyan, dedicado à compra e venda.
13. ° Tomo = Livro dos Juízos. Mishpaṭim, dedicado ao direito civil.
14. ° Tomo = Livro dos Juízes. Shofeṭim, às prescrições relativas aos magistrados, ao sinédrio, ao rei e aos juízes, bem como aos deveres que devem cumprir e às prerrogativas de que gozam.[n: 2]

#### Epístola ao Iêmen
Maimônides alertou aos judeus do Iêmen sobre a questão dos Três Juramentos (Shalosh HaShevuot), que proíbe os judeus de forçarem o fim do exílio:
E essas coisas foram previamente prometidas através dos profetas que nos informaram conforme o que falei a vós, de que próximo aos dias do verdadeiro mashiach se multiplicariam os que alegam e os que pensam que são mashiach. E a alegação deles não ficará de pé e não será verdade, eles se perderão e as multidões se perderão junto com eles. E isso está de acordo com o que Shelomoh, que a paz esteja sobre ele, sabia através de Ruach HaKodesh, que o povo judeu durante seu exílio faria pressão para se livrar dele sem ser o momento correto para isso, que eles se perderiam por causa disso e aflições viriam sobre eles, então ele alertou para não fazer isso. Por isso o povo recebeu o juramento feito através de um exemplo que dizia: “Eu vos adjuro, filhas de Jerusalém, pelas gazelas e pelos cervos do campo, para que não desperteis nem provoqueis o amor até que ele seja desejado” (Shir HaShirim 2:7, 3:5, 8:4). E vocês, nossos amados irmãos, aceitai sobre vós seu juramento e não desperteis o amor até que ele seja desejado (Ketubot 111a)

## Suas fontes
A maior brevidade foi procurada por Maimônides em seu Mishneh Torah, como em seu comentário sobre a Mishnah, e ele continuou seu método de evitar citações, achando suficiente nomear no prefácio as obras que ele havia usado, e os sábios, elos na cadeia da tradição, que transmitiu a Lei de Moisés (Prefácio ao seu Sefer ha-Miẓwot). Além do Talmude Babilônico, ele recorreu ao Talmude de Jerusalém, ao midrashim halákico e à Sifra, Sifre e Mekilta. Nisso ele superou todos os seus predecessores, nenhum dos quais fez um uso tão extenso do Talmude de Jerusalém e do midrashim halákico; ele ocasionalmente preferia essas obras ao Talmude Babilônico (comp. Malachi ha-Kohen em Yad Mal'aki, p. 184b; Weiss, l.c. p. 232). Essas obras talmúdicas e midrashicas formam a base da maior parte do material contido neste livro, sem menção especial das fontes (Responsa, nº 140).
Uma das principais autoridades de Maimônides foi a própria Torá escrita, e há muitos regulamentos e leis contidos em seu trabalho que não são mencionados em obras talmúdicas ou midrashicas, mas que foram deduzidos por ele através de interpretações independentes da Bíblia (comp. Abraão de Boton, Leḥem Mishneh em Yesode ha-Torá, ix. 1; Yad Mal'aki, Regra 4; Weiss, lcp 231, nota 234). As máximas e decisões dos Gueonim são freqüentemente apresentadas com a frase introdutória Os Gueonim decidiram ou Há um regulamento dos Gueonim, enquanto as opiniões de Isaac Alfasi e Joseph ibn Migas são prefaciadas pelas palavras Meus professores têm decidido (comp. Yad, She'elah, v. § 6; Yad Mal'aki, Regra 32). Maimonides também se refere às autoridades espanholas, francesas e palestinas, embora ele não os nomeie, nem seja conhecido a quem ele se refere. Ele também extraiu de fontes gentílicas, e uma grande parte de suas pesquisas no calendário, contidas em Yad, Ḳiddush ha-Ḥodesh, baseava-se em teorias e cálculos gregos. Uma vez que essas regras repousavam sobre argumentos sólidos, ele pensava que não fazia diferença se um autor era um profeta ou um gentio (ib. Xvii. 25). Em um espírito semelhante, ele adotou princípios da filosofia grega no primeiro livro do Mishneh Torah, embora nenhuma autoridade para esses ensinamentos fosse encontrada na literatura talmúdica ou midráshica.

## Omissões
Maimonides não abdicou de sua originalidade ou de seu julgamento independente, mesmo quando suas opiniões estavam em conflito com as de todas as suas autoridades, pois era impossível, em sua opinião, renunciar às próprias razões ou rejeitar verdades reconhecidas por causa de algumas declarações conflitantes no Talmud ou no Midrash. Assim, ele tomou uma decisão sobre sua própria autoridade e baseou-se em seu conhecimento médico sem poder estabelecê-lo por qualquer declaração das autoridades mais antigas (Yad, Sheḥitah, viii. 23; comp. Responsa, nº 37, dirigida à estudiosos de Lunel). Ele também omitiu muitas regulamentações contidas no Talmude e na Mishná porque elas não coincidiam com seus pontos de vista—ou seja, aqueles preceitos que dependiam de visões supersticiosas ou da crença em demônios—e em um espírito similar, ele ignorou muito do que era proibido no Talmude como prejudicial à saúde, já que seu conhecimento médico o levou a considerar essas coisas inofensivas.
Em sua escolha de linguagem, também, Maimônides se desviou do costume, sendo avesso ao aramaico talmúdico, com sua mistura de muitos elementos extraídos de outras línguas, já que era conhecido apenas por aqueles que estavam especialmente interessados nele e o haviam adquirido apenas para a busca de estudos talmúdicos (Prefácio ao Mishneh Torah). Ele, portanto, preferiu escrever no hebraico posterior da Mishná, que era seu precedente também por sua brevidade, por evitar discussões e por escassas citações das fontes de onde extraíra suas leis e decisões.

## Oposição do RABaD
Esta grande obra de Maimônides foi amargamente atacada assim que apareceu, e de todos os lados seu autor foi atacado por perguntas e refutações. Muitos atacaram o trabalho da mera inveja e por causa de sua incapacidade de compreender certas coisas nele, e acusaram o autor de desejar destruir todo o estudo do Talmude (Responsa, nº 140). Ele tinha, por outro lado, muitos oponentes sinceros, sendo um dos mais importantes Abraham ben David de Posquières. Esses antagonistas eram especialmente amargos contra os novos métodos que ele empregara, e as peculiaridades que ele considerava como méritos em sua obra não conseguiram agradar seus oponentes simplesmente porque eram inovações. Assim, eles o censuraram porque ele escreveu em Hebreu, em vez de no habitual idioma talmúdico (comp. RABaD em Yad, Shebu'ot, vi. 9); porque ele partiu da ordem talmúdica e introduziu uma divisão e arranjo próprio (RABaD em Yad, Nedarim, iii. 5, e em Yad, Shofar, ii. 8); porque ele se atreveu a decidir de acordo com o Tosefta e o Talmude de Jerusalém contra o babilônico (RABaD em Yad, Maaser Sheni, i. 8).

## Resposta de Maimônides
Especialmente afiada foi a culpa acumulada em Maimônides porque ele esqueceu de citar suas fontes; isso foi considerado uma evidência de sua arrogância (RABaD, em suas notas sobre o prefácio de Maimônides), uma vez que tornou difícil, se não absolutamente impossível, que os estudiosos verificassem suas declarações, e os obrigou a seguir suas decisões absolutamente (ib.). Maimonides, claro, se defendeu. Ele não compôs esse trabalho para a glória; desejava apenas fornecer o código necessário, mas ausente (Carta a 'Aḳnin, p. 30b), pois havia perigo de que os alunos, cansados do estudo difícil, pudessem se desviar em decisões de importância prática (Carta ao Rabino Jonathan de Lunel, em que ele agradece o último por certas correções; Responsa, n º 49). Nunca fora sua intenção, além disso, abolir os estudos talmúdicos, nem jamais dissera que não havia necessidade da Halakot de Alfasi, pois ele próprio dissera aos alunos sobre o Guemará e, a pedido deles, O trabalho de Alfasi (Responsa, n. 140). Sua omissão de suas fontes era devida unicamente ao seu desejo de brevidade, embora lamentasse não ter escrito uma obra suplementar citando suas autoridades para aquelas halakot cujas fontes não eram evidentes do contexto. Ele deveria, no entanto, se as circunstâncias permitirem, expiar esse erro, por mais difícil que seja escrever tal suplemento (Responsa, nº 140). RABaD foi forçado a reconhecer, apesar de seus ataques e refutações, que o trabalho de Maimônides foi uma magnífica contribuição (nota em Yad, Kilayim, vi. 2), nem hesitou em elogiá-lo e aprovar suas opiniões em muitas passagens, citando e comentando sobre as fontes (comp. Weiss, lcp 259).

## Influência do Yad
Assim, o trabalho de Maimônides, apesar dos ataques agudos, logo conquistou o reconhecimento geral como uma autoridade de primeira importância para decisões ritualísticas. Uma decisão pode não ser apresentada em oposição a uma visão de Maimônides, mesmo que esta última tenha aparentemente militado contra o sentido de uma passagem talmúdica, pois em tais casos a presunção era de que as palavras do Talmude eram incorretamente interpretadas (Yad Mal'aki, Regra 26, p. 186, citada em nome de várias autoridades).
É preciso, da mesma forma, seguir Maimônides mesmo quando este último se opõe a seus mestres, já que ele certamente conhecia seus pontos de vista, e se ele decidiu contra eles ele deve ter desaprovado sua interpretação (ib. Regra 27, citada em nome de Samuel de Módena). Mesmo quando autoridades posteriores, como Asher ben Jeiel, decidiram contra Maimônides, tornou-se uma regra dos judeus orientais seguir o último, embora os judeus europeus, especialmente os ashkenazitas, preferissem as opiniões de Asheri em tais casos (ib. Regra 36, p. 190). Mas a esperança que Maimônides expressou em sua carta a 'Aḳnin, de que, no devido tempo, seu trabalho e somente seu seriam aceitos, foi apenas parcialmente cumprida. Sua Mishneh Torah era de fato muito popular, mas não houve cessação no estudo de outras obras, com as quais ele próprio teve de suportar comparações.
O objetivo que Maimônides procurara em sua Mishneh Torah, a facilitação do estudo do Talmud através da brevidade e do sistema, não foi alcançado. Suas palavras e expressões foram consideradas tão precisamente e fielmente selecionadas que elas mesmas foram tratadas com tanto cuidado quanto o próprio Talmude, e se tornaram material para interpretação e exegese (Yad Mal'aki, Regra 3). Desta maneira, cada palavra e cada sentença do Mishneh Torah foi feito objeto de repetidos comentários e hermenêutica casuística. Como até então era impossível deduzir qualquer decisão da Mishná sem o conhecimento das discussões e interpretações envolvidas no Talmud, então agora nenhuma decisão de plena validade na prática pode ser inferida da Mishneh Torah a menos que seja dada a devida consideração aos comentários sobre este trabalho, bem como suas discussões, investigações e comparações com outros códigos.